# Караколь (городская администрация Аксу)
Караколь (каз. Қаракөл) — село в Павлодарской области Казахстана. Находится в подчинении городской администрации Аксу. Входит в состав Жолкудукского сельского округа. Код КАТО — 551649300.

## Население
В 1999 году население села составляло 145 человек (74 мужчины и 71 женщина). По данным переписи 2009 года, в селе проживало 86 человек (50 мужчин и 36 женщин).